# Nabiralec brinja
Nabiralec brinja je kratka pripovedka, ki je izšla v zbirki zgodb Zgodbe o Štrpedu iz Materskega podolja, Podgorskega Krasa in Čičarije. Po pripovedovanju jih je zbral in zapisal Pavel Medvešček, grafik, slikar, oblikovalec, publicist in zbiralec ljudske dediščine.
Pripovedko Nabiralec brinja je zapisal po pripovedovanju Terezije Bubnič leta 1971.

## Kdaj je bila pripovedka zapisana?
Pripovedka se bile zapisana leta 1971, ko se je Pavel Medvešček zaposlil na Zavodu za spominsko varstvo Gorica, kjer je dokumenitral ljudsko arhitekturo na območju sedmih severnoprimorskih občin. Tako ga je pot zanesla tudi na območje Matarskega podolja, Podgorskega Krasa in Čičarije, kjer so prebivalci pripovedovali o Štrpedu.

## Analiza
Tako kot drugi veščani je tudi Lucin nabiral čepinje (brinje) za kuhanje brinjevca, ki ga je potem prodal v Trst.
Nekega jutrase je zgodaj odpravil od doma in pričel z nabiranjem. Malo je zašel s poti in zagledal veliko dozorelih brinjevih jagod. Ker gmajne ni poznal, je padel v brezno. Začelo se je nočiti in Lucina je bilo že zelo strah, pomislil je celo na smrt, ki jo prinese Črni Štrped. 
V brezno je že posijala luna in takrat je Lucin zagledal Belega Štrpeda, ki ga je potolažil in mu ponudil pomoč. V brezno mu je spustil močan sorobot. Lucin je po njem priplezal ven, a Belega Štrpeda in bilo nikjer več, da bi se mu vsaj zahvalil.

## Kraj in čas dogajanja
Matarsko podolje je Štrpedova dežela. Tako se imenujeta kar dva hriba v tej suhi kraški dolini. Pa še eno naselje, a to je že v hrvaški Istri.
V osrednjem delu Matarskega podolja leži gručasta vas Markovščica. Na severni strani se dviga Brkinsko hribovje, na jugu pa Slavnik in vrhovi Čičarije. Značilna kraška gmajna je porasla z gostim brinjem, ki včasih zraste v prava drevesa. Polno je vrtač, kotanj in brezen.
Nekje po drugi svetovni vojni, ko so bili Brkini, še dokaj odmaknjen predel, v katerem se je ohranjalo veliko starega izročila. Ljudje so si krajšali čas s pripovedovanjem pripovedk.

## Zgodbe o Štrpedu in Materskega podolja, Podgorskega Krasa in Čičarije
- Štrpedov rod
- Lipeglav
- Runjevica
- Turki
- Podgradska grofična
- Skandan
- Štrped
- Bosi otroci
- Podganje leto
- Stava
- Medvižicev štrped
- Žito
- Tihotapci
- Bolno dekle
- Kozja pastirica
- Kako je štrped pomagak Johanu